# Le choix
Le choix ist ein belgisch-französischer Spielfilm (1976) von Jacques Faber mit Claude Jade und Gilles Kohler in den Hauptrollen.

## Handlung
Schauspieler Jean-Pierre und Kostümbildnerin Anne sind ein junges Paar in Brüssel. Während die lebenslustige Anne sich ein Kind wünscht, zögert Jean-Pierre wie Lorenzaccio, die Rolle, die er nun spielen soll. Er nimmt ein Engagement für eine Theatertournee in den Süden Frankreichs an und zieht mit einer Truppe in Richtung Nizza. Anne leidet unter der Trennung. In Nizza lernt Jean-Pierre die sinnliche Tänzerin Juliette kennen. Sie ist das Ebenbild Annes und träumt davon, die Julia im Ballett Roméo und Juliette zu spielen.
Jean-Pierre besucht zwischendurch Anne, der er seine Affaire verheimlicht. Seine Rendezvous' mit Juliette gleichen immer mehr einem Traum. Am Ende wird der Feigling Jean-Pierre allein sein.

## Kritiken
Variety lobte das professionelle Spiel von Claude Jade, meinte jedoch über Gilles Kohler, dass sein Part nicht nur dumme Dinge sage und mache, er spiele sie auch so.